# گرمابه شنستق سفلی
گرمابه شنستق سفلی مربوط به دوره قاجار است و در شهرستان تاکستان، روستای شنستق سفلی واقع شده و این اثر در تاریخ ۱۹ مرداد ۱۳۸۴ با شمارهٔ ثبت ۱۲۸۸۳ به‌عنوان یکی از آثار ملی ایران به ثبت رسیده است.